# Nil (socha)
Nil, nazývaný také Probouzející se řeka Nil, je exteriérová bronzová plastika na Senovážném náměstí na Novém Městě v městské části Praha 1 v geomorfologickém celku Pražská plošina.

## Historie a popis díla
Bronzová zelenavá plastika Nil, která vznikla v roce 2002, je umístěna na kvádrovém soklu s mírně zvlněnými plochami. Autorkou díla je česká malířka a sochařka Anna Chromy (1940–2021). Představuje alegorii afrického veletoku Nil jako nahého muže v pohybu stojícího v lehkém předklonu na levé noze. Muž přetrhává/uvolňuje oběma zdviženýma rukama pouta nad svou hlavou. Přetrhání pout představuje probouzející se „dravý“ a „nespoutaný“ přírodní živel Nilu.
Na dílo je vhodné se dívat i z pohledu sousedního sousoší na kašně Čeští muzikanti stejné autorky. Čtyři muzikanti také představují světové veletoky – indickou Gangu, jihoamerickou Amazonku, evropský Dunaj a severoamerickou Mississippi.

## Další informace
Dílo je celoročně volně přístupné.

## Galerie

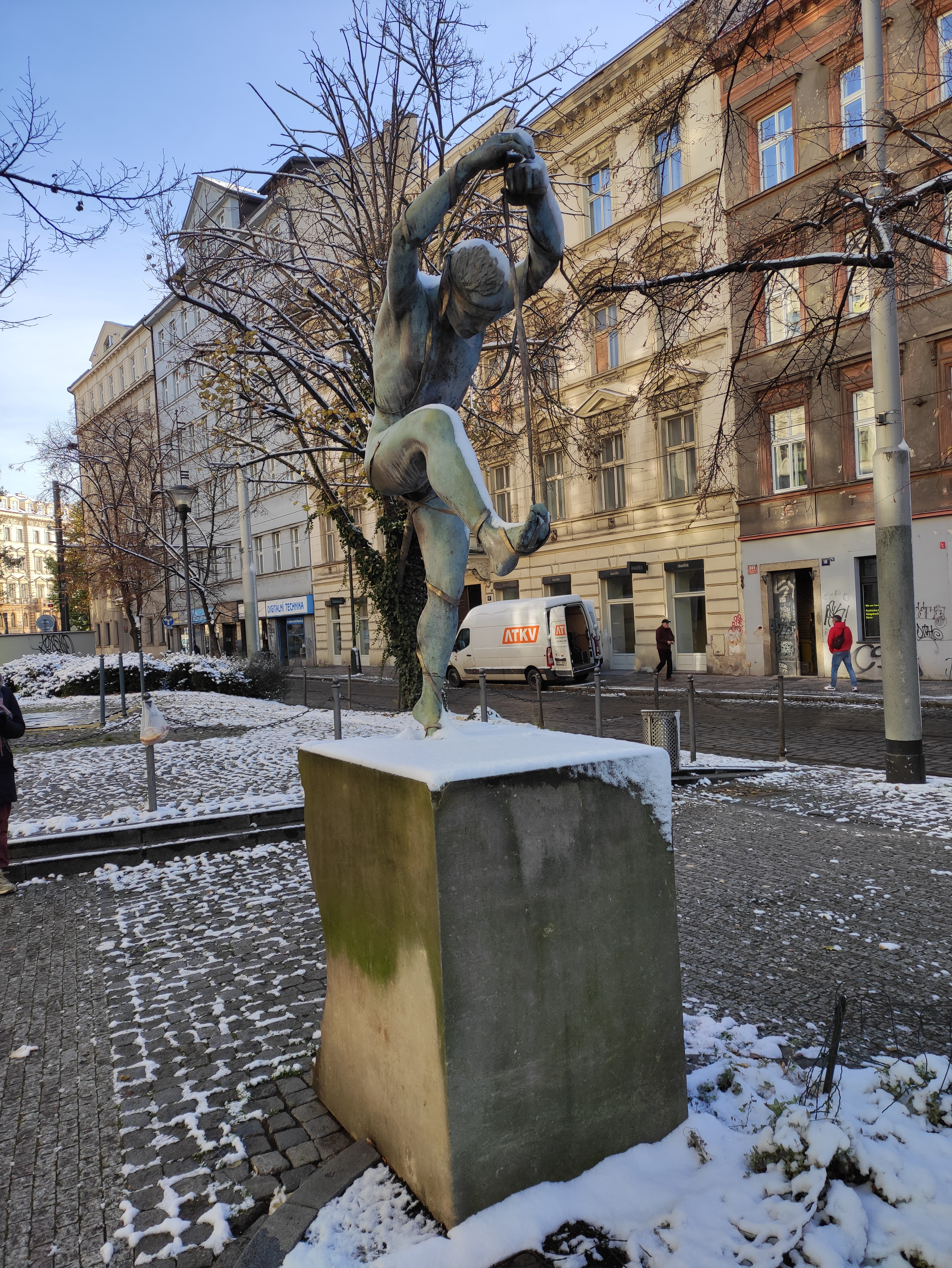
Šikmý pohled na dílo
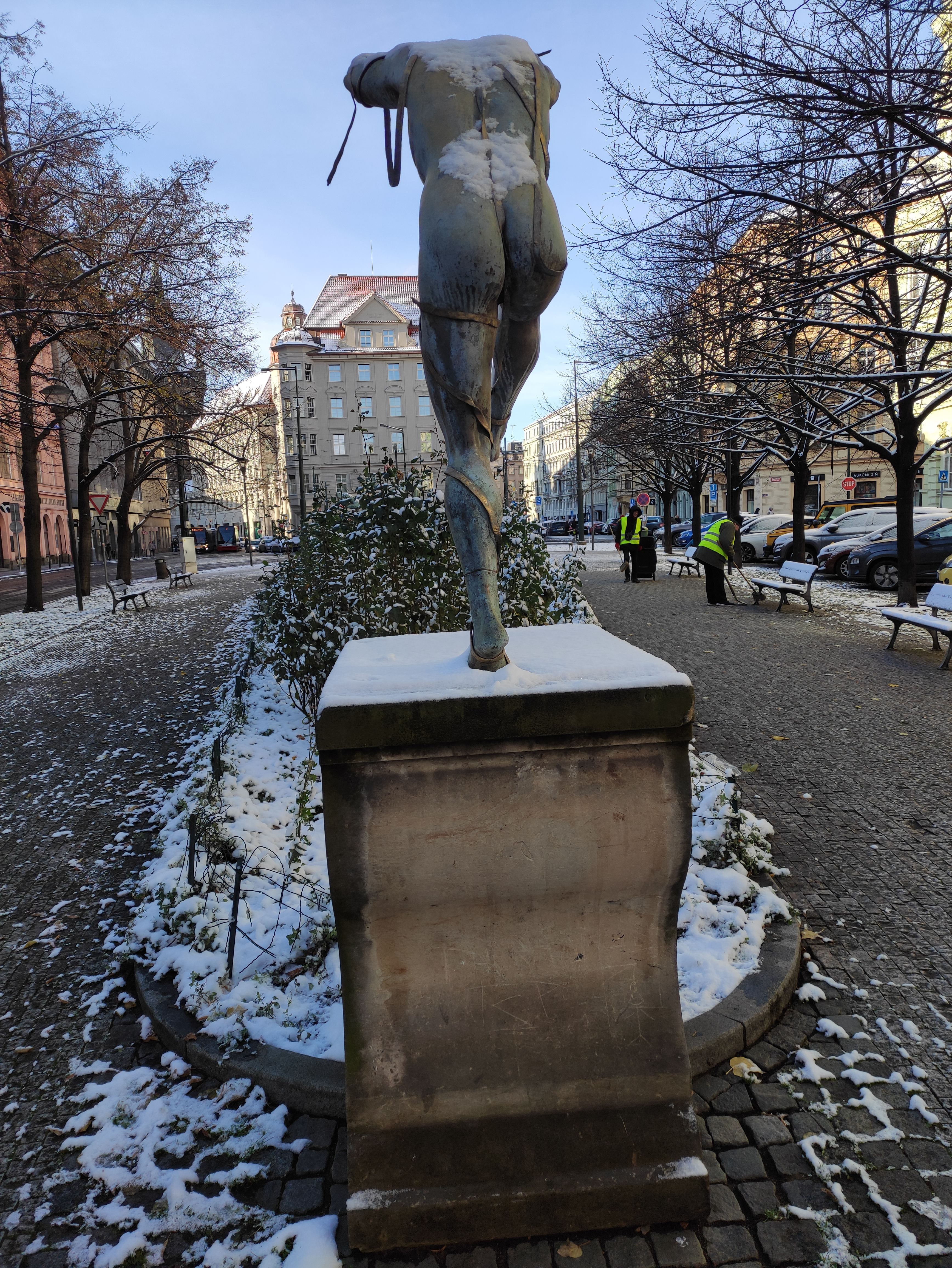
Zadní pohled na dílo